# Обафемі Мартінс
Обафе́мі Ма́ртінс (англ. Obafemi Martins, нар. 28 жовтня 1984, Лагос) — нігерійський футболіст, нападник збірної Нігерії та американського «Сіетл Саундерз».

## Клубна кар'єра
Народився 28 жовтня 1984 року в місті Лагос. Вихованець юнацьких команд футбольних клубів «Ебедей», «Реджяна» та «Інтернаціонале».

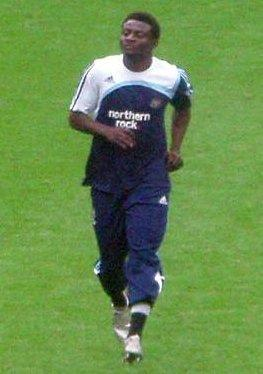
Обафемі Мартінс у складі «Ньюкасла». 23 листопада 2007 року

У дорослому футболі дебютував 2002 року виступами за «Інтернаціонале», в якому провів чотири сезони, взявши участь у 88 матчах чемпіонату. Більшість часу, проведеного у складі «Інтернаціонале», був основним гравцем атакувальної ланки команди й допоміг клубу стати чемпіоном Італії, а також по два рази виграти кубок та суперкубок Італії. Проте після приходу влітку 2006 року до команди нападників Ернана Креспо та Златана Ібрагімовича втратив місце в команді.
У серпні 2006 року уклав контракт з клубом «Ньюкасл Юнайтед», у складі якого провів наступні три роки своєї кар'єри гравця. Граючи у складі «Ньюкасл Юнайтед», також здебільшого виходив на поле в основному складі команди. Проте за підсумками сезону 2008-09 «Ньюкасл» вилетів з Прем'єр-ліги й Мартінс перебрався до німецького «Вольфсбурга», де відразу став основним бомбардиром команди.
Своєю грою привернув увагу представників тренерського штабу російського «Рубіна», до складу якого приєднався на початку 2010 року. Проте заграти за казанський клуб нігерійський футболіст не зумів і через рік у січні 2011 року був відданий в оренду на півроку до англійського клубу «Бірмінгем Сіті», де також не став основним гравцем, хоча і допоміг команді здобути Кубок англійської ліги. Після повернення до «Рубіна» продовжив дуже рідко виходити на поле і 11 вересня 2012 року розірвав контракт з клубом.
До складу клубу «Леванте» приєднався на правах вільного агента 13 вересня 2012 року, підписавши дворічний контракт. Дебютував у Ла Лізі 23 вересня 2012 року в матчі проти «Реал Сосьєдад», крім того, в цьому ж матчі забив свій перший гол в чемпіонаті. 
11 березня 2013 року оголосили, що Мартінс підписав контракт як призначений гравець із клубом МЛС Сіетл Саундерз. Втративши гравця під час сезону, «Леванте» погрожував позовом, однак сторони досягли згоди й 15 березня Сіетл Саундерз офіційно оголосив про підписання Мартінса. 
24 жовтня 2014 року Мартінс підписав новий контракт на три роки з Сієтлом, а наступного дня віддав гольову передачу в фінальному матчі сезону проти Лос-Анджелес Гелаксі, повторивши клубний рекорд в 13 гольових передач за сезон, а 17 голів Мартінса стали новим клубним рекордом результативності протягом одного розіграшу чемпіонату МЛС.   

## Виступи за збірну
2004 року дебютував в офіційних матчах у складі національної збірної Нігерії.
У складі збірної був учасником чемпіонату КАФ 2006 року в Єгипті, на якому команда здобула бронзові нагороди, чемпіонату КАФ 2008 року у Гані, чемпіонату КАФ 2010 року в Анголі, на якому команда здобула бронзові нагороди, та чемпіонату світу 2010 року в ПАР.
Наразі провів у формі головної команди країни 38 матчів, забивши 18 голів.

## Статистика виступів

### Статистика клубних виступів

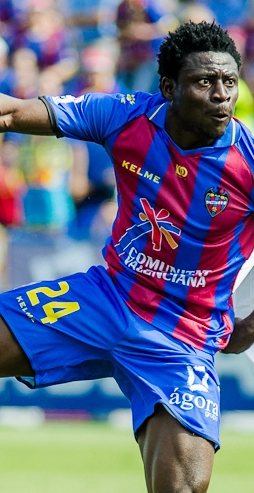
Обафемі Мартінс у складі «Леванте». 7 жовтня 2012 року

Станом на 7 жовтня 2012 року
| Сезон                       | Команда                     | Чемпіонат                   | Чемпіонат | Чемпіонат | Національний кубок | Національний кубок | Національний кубок | Континентальні кубки | Континентальні кубки | Континентальні кубки | Інші змагання | Інші змагання | Інші змагання | Усього | Усього |
| Сезон                       | Команда                     | Ліга                        | Ігор      | Голів     | Ліга               | Ігор               | Голів              | Ліга                 | Ігор                 | Голів                | Ліга          | Ігор          | Голів         | Ігор   | Голів  |
| --------------------------- | --------------------------- | --------------------------- | --------- | --------- | ------------------ | ------------------ | ------------------ | -------------------- | -------------------- | -------------------- | ------------- | ------------- | ------------- | ------ | ------ |
| 2002-03                     | «Інтернаціонале»            | A                           | 5         | 1         | КІ                 | 2                  | 0                  | ЛЧ                   | 4                    | 2                    | —             | —             | —             | 11     | 3      |
| 2003-04                     | «Інтернаціонале»            | A                           | 24        | 7         | КІ                 | 3                  | 1                  | КУЄФА+ ЛЧ            | 9                    | 3                    | —             | —             | —             | 36     | 11     |
| 2004-05                     | «Інтернаціонале»            | A                           | 31        | 11        | КІ                 | 6                  | 6                  | ЛЧ                   | 9                    | 5                    | —             | —             | —             | 46     | 22     |
| 2005-06                     | «Інтернаціонале»            | A                           | 28        | 9         | КІ                 | 6                  | 2                  | ЛЧ                   | 10                   | 2                    | СІ            | 0             | 0             | 44     | 13     |
| Усього за «Інтернаціонале»  | Усього за «Інтернаціонале»  | Усього за «Інтернаціонале»  | 88        | 28        |                    | 17                 | 9                  |                      | 32                   | 12                   |               | 0             | 0             | 137    | 49     |
| 2006-07                     | «Ньюкасл Юнайтед»           | ПЛ                          | 33        | 11        | КА+КЛ              | 4                  | 0                  | КУЄФА                | 9                    | 6                    | -             | -             | -             | 46     | 17     |
| 2007-08                     | «Ньюкасл Юнайтед»           | ПЛ                          | 31        | 9         | КА+КЛ              | 2                  | 1                  | -                    | -                    | -                    | -             | -             | -             | 33     | 10     |
| 2008-09                     | «Ньюкасл Юнайтед»           | ПЛ                          | 24        | 8         | КА+КЛ              | 1                  | 0                  | -                    | -                    | -                    | -             | -             | -             | 25     | 8      |
| Усього за «Ньюкасл Юнайтед» | Усього за «Ньюкасл Юнайтед» | Усього за «Ньюкасл Юнайтед» | 88        | 28        |                    | 7                  | 1                  |                      | 9                    | 6                    |               |               |               | 104    | 35     |
| 2009-10                     | «Вольфсбург»                | БЛ                          | 16        | 6         | КН                 | 1                  | 0                  | ЛЧ+ЛЄ                | 8                    | 1                    | -             | -             | -             | 25     | 7      |
| 2010                        | «Рубін»                     | ПЛ                          | 12        | 2         |                    |                    |                    | ЛЧ                   | 0                    | 0                    | -             | -             | -             | 12     | 2      |
| 2010-11                     | «Бірмінгем Сіті»            | ПЛ                          | 4         | 0         | КА+КЛ              | 1+1                | 1+1                | -                    | -                    | -                    | -             | -             | -             | 6      | 2      |
| 2011-12                     | «Рубін»                     | ПЛ                          | 6         | 1         |                    |                    |                    | ЛЧ+ЛЄ                | 1+7                  | 0+2                  | -             | -             | -             | 14     | 3      |
| Усього за «Рубін»           | Усього за «Рубін»           | Усього за «Рубін»           | 18        | 3         |                    |                    |                    |                      | 8                    | 2                    |               |               |               | 26     | 5      |
| 2012-13                     | «Леванте»                   | ПД                          | 3         | 2         | КІ                 | 0                  | 0                  | —                    | —                    | —                    | —             | —             | —             | 3      | 2      |
| Загалом                     | Загалом                     | Загалом                     | 217       | 67        |                    | 27                 | 12                 |                      | 57                   | 21                   |               | 0             | 0             | 301    | 100    |

### Збірна

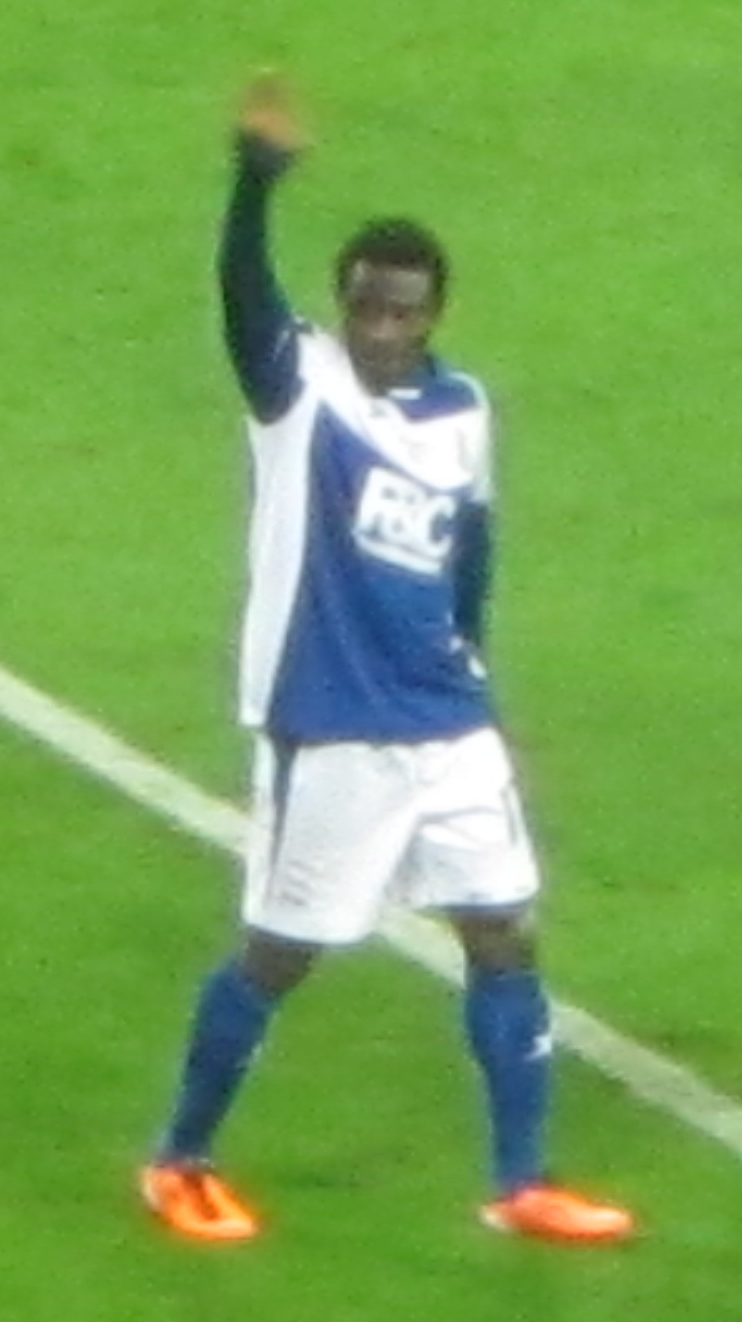
Обафемі Мартінс святкує перемогу у фіналі Кубка англійської ліги. 27 лютого 2011 року

Станом на 7 жовтня 2012 року
| Збірна Нігерії | Збірна Нігерії | Збірна Нігерії |
| Роки           | Ігри           | Голи           |
| -------------- | -------------- | -------------- |
| 2004           | 4              | 3              |
| 2005           | 4              | 6              |
| 2006           | 7              | 2              |
| 2007           | 5              | 2              |
| 2008           | 2              | 0              |
| 2009           | 3              | 2              |
| 2010           | 12             | 3              |
| Всього         | 37             | 18             |

## Титули і досягнення
- Володар Кубка Італії (2):

«Інтернаціонале»: 2004-05, 2005-06
- Володар Суперкубка Італії з футболу (2):

«Інтернаціонале»: 2005, 2006
- Чемпіон Італії (1):

«Інтернаціонале»: 2005-06
- Володар Кубка Футбольної ліги (1):

«Бірмінгем Сіті»: 2010-11
- Переможець Кубка Інтертото (1):

«Ньюкасл Юнайтед»: 2006
- Володар Кубка Росії (1):

«Рубін»: 2011-12
- Володар Суперкубка Росії (1):

«Рубін»: 2012
- Володар Кубка Китаю (1):

«Шанхай Шеньхуа»: 2017
Збірні
- Бронзовий призер Кубка африканських націй: 2006, 2010